# Góra Kalwaria

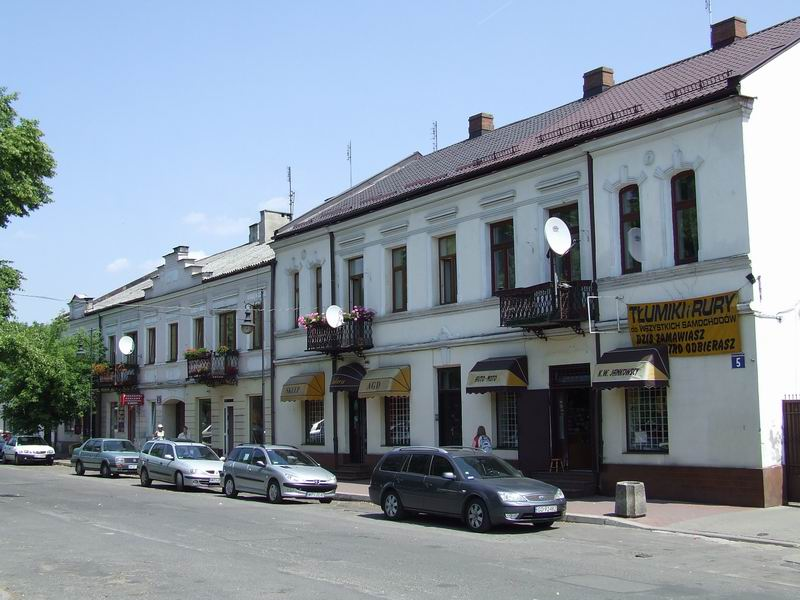
Wohnhäuser im Zentrum von Góra Kalwaria

Góra Kalwaria (jiddisch גער Ger) ist eine Stadt in der Woiwodschaft Masowien in Polen. Sie ist Sitz der gleichnamigen Stadt-und-Land-Gemeinde mit 27.044 Einwohnern (Stand 31. Dezember 2020).
Vom 17. bis ins 19. Jahrhundert war die Stadtentwicklung besonders auf Vorstellungen einer katholischen Stätte (einem Kalvarienberg)  hin ausgerichtet. Die Stadt wurde ferner Zentrum des nach ihr benannten bedeutenden chassidischen Hofes (siehe Ger). Der ursprüngliche Name Góra (wörtlich „Berg“) wurde 1670 zu Nowa Jerozolima („Neues Jerusalem“) geändert. Schließlich wurde die Stadt im 18. Jahrhundert zu Góra Kalwaria („Kalvarienberg“) umbenannt.

## Geographie
Die Stadt liegt etwa 35 Kilometer südöstlich von Warschau an der Weichsel.

## Geschichte
Die Gemeinde Góra existierte bereits im 13. Jahrhundert. Nach der vollständigen Zerstörung während der schwedischen Eroberung im Schwedisch-Polnischen Krieg von 1655 bis 1660 ging die Gemeinde im Jahre 1666 in den Besitz von Stefan Wierzbowski, dem Bischof von Posen. Wierzbowski wollte auf den Ruinen der Gemeinde einen sogenannten Kalvarienberg errichten, also eine religiöse Stätte, an der Passionsspiele und Gottesdienste abgehalten werden konnten. Solche Stätten waren im frühmodernen Polen recht beliebt. Er wurde in diesem Vorhaben durch seinen Eindruck bestärkt, dass die Landschaft um Góra der im Heiligen Land ähnlich sehe.
Im Jahre 1670 wurde die Gemeinde in Nowa Jerozolima umbenannt, ihr wurden die Stadtrechte verliehen und die Baumaßnahmen begannen. Der Grundriss der Stadt basierte auf mittelalterlichen Karten von Jerusalem und das Straßennetz bildete ein Christliches Kreuz. Der Bischof lud die Orden der Dominikaner, Zisterzienser und Piaristen ein, sich in der Stadt niederzulassen, und bald gab es in der Stadt eine Menge Klöster, Kirchen, Kapellen und Kreuzwege. Die Stadt war nur für Christen angelegt, Juden war es nicht erlaubt, sich dort niederzulassen.
Nach dem Tod von Bischof Wierzbowski begann der Niedergang der Stadt. Viele Kirchen und Kapellen wurden niedergerissen.
Im frühen 19. Jahrhundert wurde das Verbot für Juden, sich dort niederzulassen, gelockert. Wenig später wurden die Juden die überwiegende Bevölkerungsgruppe in der Stadt. Góra Kalwaria wurde eines der Zentren des Chassidismus und die Heimat der Ger-Bewegung. Zentrum der säkularen jüdischen Kultur war die nach Jizchok Leib Perez benannte Bibliothek.
In den Jahren 1883 bis 1919 waren Nowa Jerozolima bzw. Góra Kalwaria, das bis zum Ersten Weltkrieg im russischen Teil Polens lag, die Stadtrechte entzogen.
Zur deutschen Besatzungszeit während des Zweiten Weltkriegs wurde die jüdische Bevölkerung von Góra Kalwaria und dem Umland im Januar 1941 in einem kleinen Ghetto gesammelt, am 25. und 26. Februar 1941 in das Warschauer Ghetto verbracht und später großteils im Vernichtungslager Treblinka ermordet.
Von 1975 bis 1998 gehörte die Gemeinde zur Woiwodschaft Warschau.

## Gemeinde
Zur Stadt-und-Land-Gemeinde (gmina miejsko-wiejska) Góra Kalwaria gehören die Stadt selbst und eine Reihe Dörfer mit Schulzenämtern.

## Wirtschaft und Infrastruktur
Bedeutende Industriezweige waren die Lebensmittelverarbeitung (Hortex), Sportausrüstung (Polsport) und die chemische Industrie. 2005 wurden die Standorte jedoch geschlossen.

## Söhne und Töchter der Stadt
- Bolesław Czarniawski (1898–1961), polnischer Offizier der sowjetischen Roten Armee und Generalleutnant der Polnischen Volksarmee
- Wolf Messing (1899–1974), polnischer Hellseher und Hypnotiseur
- Pinchas Menachem Alter (1926–1996), chassidischer Rabbiner